# Funes (Nariño)
Funes es un municipio colombiano ubicado en el departamento de Nariño. Se sitúa en el suroccidente de la nación, limitando al norte con los municipios de Pasto y Tangua, al sur con Puerres y El Contadero, al occidente con Iles e Imués y al oriente con el departamento de Putumayo. Es equidistante de tres grande urbes del departamento de Nariño: San Juan de Pasto, Ipiales y Túquerres.

## Historia
Por mandato de Felipe IV, y por cédula del 12 de marzo de 1615, se concede licencia para que los hijos de la Compañía de Jesús hiciesen «la fundación de una villa» en lugar conveniente con el cabildo de la fidelísima ciudad de San Juan de Pasto. Los misioneros de la Compañía decidieron entonces visitar las regiones que se encontraban más allá del río Carchi, atravesando el puente de Rumichaca; se percataron que las poblaciones indígenas de Pastos y Quillacingas tenían un buen nivel de desarrollo cultural y sugirieron establecer misioneros en esos territorios. 
Muy pronto, vastas extensiones de tierra como las haciendas de Funes, Capulí, Iles y Chillanquer en Yacuanquer fueron de propiedad de los jesuitas, quienes contaron con su misión evangelizadora con el pleno respaldo de las autoridades españolas e indígenas que gobernaban en la región. El 2 de junio de 1616, los misioneros Lucas Funes (Viceprovincial) y el padre Miguel de Téllez, religiosos españoles pertenecientes a la congregación Compañía de Jesús, provenientes de Ecuador, fundaron la población de Funes, en la estancia arriba de los ríos Angasmayo y Guáitara, por su ventajosa situación y buenas tierras con agua, la que estaría habitada por moradores de Funes, Iles, Imues y Yacuanquer. 
El acta de fundación de la población de Funes, que reposa en el Archivo Nacional del Ecuador contiene dos sellos reales del rey Fernando de España y Nueva Granada. Los fundadores: Lucas Funes, nació en Aragón (España) el 15 de septiembre de 1576 y murió en Quito el 13 de julio de 1656 y Miguel de Téllez nació en Toledo (España) el 20 de marzo de 1579 y murió en Bogotá el 8 de febrero de 1643. 
El padre Lucas Funes en compañía del padre Miguel de Téllez, (de ahí el nombre de la población Funes y el río Téllez) perteneciente a la Compañía de Jesús, también viajaron a estas tierras y acamparon en la región arriba del río Angasmayo. Se encontraban por estos lugares impartiendo instrucciones cristianas de los mercedarios y dominicos, quienes les ayudaron a guiarlos con el conocimiento importante región del país de “los señores de la luna”, o de los quillasingas. Estos dos sacerdotes viajaron desde Zaragoza, donde se encuentra el Monte Montaño con 100 familias, que habitaron posteriormente la región de Funes.
Desde un comienzo contaron con el apoyo de los caciques y demás autoridades españolas e indígenas que gobernaban los diferentes lugares donde visitaban. Fue tanto el aprecio hacia estos dos destacados jesuitas venidos del Ecuador y de origen español, que los encomenderos y regidores les brindaron toda clase de apoyo, y los dueños o terratenientes indígenas les regalaron grandes extensiones de tierras para que no se fueran del lugar y cooperaran a la culturización regional. 
Por eso las haciendas de Funes, Capuli, Iles y Chillanquer en Yacuanquer fueron de propiedad de los jesuitas. Era el año de 1616 y un día propicio para que naciera un nuevo pueblo, el 2 de junio, los habitantes de lo que hoy son los municipios de Funes, Iles, Imues y Yacuanquer. El padre viceprovincial Lucas Funes y el padre Miguel de Téllez , decidieron fundar un poblado que sea el asiento de un futuro y próspero pueblo. El sitio ya estaba elegido y al acta de fundación, documento investigado por el historiador doctor Guillermo Narváez Dulce , en el Archivo Nacional del Ecuador.

### Batallas libradas en el territorio de Funes
El escritor Neftalí Benavides Rivera, en una de sus más importantes reseñas históricas refiere en los siguientes términos, la gesta de mayor trascendencia, libradas en el territorio de Funes: La primera y las últimas batallas de la guerra de emancipación por la independencia de Colombia se libraron en Funes; La primera el 16 de octubre de 1809 en la tarabita de “México” y la segunda en la vereda de Sucumbíos el 12 de junio de 1825. 

#### Batalla de Funes o Batalla de la Tarabita de "México"
El 10 de agosto de 1809 en la ciudad de Quito fue depuesta la Real Audiencia y en su reemplazo los criollos constituyeron una junta de Gobierno que debía ejercer en ese país la autoridad que en nombre del monarca español. Uno de los primeros pasos de esa junta, fue la organización de un ejército regular que marchara sobre Pasto, con el propósito de procurar la anexión de su territorio al Ecuador. El 13 de octubre llegó este ejército con 300 soldados al punto llamado México a las riveras del río Guáitara frente a la población de Funes, donde existía un paso de tarabita. Las fuerzas ecuatorianas venían bajo las órdenes de los capitanes Francisco Javier Ascásubi y Manuel Zambrano. Tres días después se trabó un reñido combate con las tropas absolutistas compuestas por doscientos hombres de Pasto y Funes, al mando del capitán Miguel Nieto Polo y del teniente del gobernador, Tomás de Santacruz. Las tropas absolutistas acometieron con tal vehemencia, que al cabo de una hora, derrotaron a los quiteños. El 16 de octubre; muchos meses antes que en Santafé de Bogotá explotara la batalla del 20 de julio de 1810, ya en Funes se había librado la primera batalla por la independencia. 

#### Batalla de Sucumbíos
El 12 de junio de 1825, en Sucumbíos, cerca del paso de Funes, los generales patriotas Juan José Flores y Antonio Farfán, vencieron a los jefes realistas Juan y José Benavides, funeños tenientes del general pastuso Agustín Agualongo, quien había sido fusilado en Popayán el 13 de julio del año anterior. 

#### Batalla de Puerres
Un soldado funeño, el capitán Emiliano Santacruz dirigió el combate escenificado el 20 de septiembre de 1901, en inmediaciones del poblado de Puerres, con el cual se dio fin a la Guerra de los Mil Días. En esta gesta se dice que cayó herido de muerte el general Avelino Rosas, jefe de las fuerzas revolucionarias liberales; ante él in suceso, Rosas le pidió al capitán Santa Cruz que no lo matara y lo llevara ante sus superiores para hacer entrega de su espada; Santacruz, entonces, con toda consideración lo llevó a la población de Puerres donde lo entregó al jefe de las fuerzas gubernamentales conservadoras. Se dice que en esta batalla participó don Julián Bucheli, primer gobernador del departamento de Nariño como coronel de las fuerzas vencedoras. Cabe destacar que el entonces presidente del Ecuador, Eloy Alfaro, había brindado ayuda a las fuerzas liberales.

## División Político-Administrativa
Además de su Cabecera municipal. Funes tiene bajo su jurisdicción el centro poblado: Chapal.

#### Veredas
Guapuscal Alto, Guapuscal Bajo, Sucumbios, Chitarrán, Terrero, Téllez Alto, Téllez Bajo, La Vega, La Predera, Peñas Blancas, La Loma, La soledad, El Tablón, Santa Rosa, Cocha Seca, La Joya, Botijas, Chilamuel, El Purutal, El maco, Totoral, La Verbena, Chapal, Telas, Tercála, El salado, La Meza, Guamués, San Francisco, San Antonio, Chambuerna, La Palma, el Puchicango.

## Geografía
Está ubicado a 2380 m s. n. m., temperatura 18 °C y su población es de 7274 habitantes.
Descripción física
El mapa de regiones fisiográficas de Nariño, nos muestra que Funes se encuentra, dentro de la región Andina, en un sitio donde confluyen dos regiones naturales: la zona andina de la cordillera centro-oriental y la vertiente-oriental andina; en el territorio municipal se encuentran casi todos los pisos térmicos, desde el cálido hasta el páramo. Según el Instituto Geográfico Agustín Codazzi (IGAC), el municipio de Funes presenta la siguiente clasificación agrológica general: Suelos clase III. Corresponde al casco urbano, Guapuscal, Chapal, Chitarrán, La Loma y Téllez alto y comprende 1200 has. Son terrenos ondulados e inclinados, con pendientes del 25%, con suelos pedregosos, moderadamente profundos y superficiales bien drenados, de fertilidad baja a muy baja, aptas sin embargo, para la agricultura y ganadería. Suelos Clase IV : Comprende a los sectores aledaños a: Paja Blanca, Sucumbios, San Miguel de Téllez, presenta suelos con pendientes entre 15 y 25 % con profundidad efectiva superficial. Son tierras aptas para cultivos limpios continuos y ocasionales mediante el uso de prácticas intensivas de conservación de suelos puede ser utilizados combinando cultivos limpios con semipermanentes y permanentes o forestales. 

### Ríos
La hidrografía del municipio se distribuye en varias vertientes: 
Los Alisales, Bobo o Jurado, Curiaco, Guamués y Guáitara se destaca como corriente menor del río Funes, conocido también como Téllez. El río Funes: Hoy conocido como Téllez, desciende de la parte montañosa, e inmediaciones de los cerros Caballo Rucio, Chimbonegro, Picudo y Sucumbíos, para luego encontrar en el Valle interandino y precipitarse hacia el cañón del Gúaitara hasta hacer contacto con la vertiente del mismo nombre

### Clima
La relación entre la altitud y la temperatura determinan los diferentes pisos térmicos. Esto se puede clasificar en el municipio de Funes de la siguiente manera: Piso templado, Piso frío y Piso de páramo. Para realizar el análisis climático del municipio de Funes se utiliza la información de tipo meteorológico suministrada por el Instituto de Hidrología, Meteorología y Estudios Ambientales (IDEAM), Al no existir estaciones ubicadas dentro del perímetro municipal, se recurre por lo tanto a datos de las estaciones hidrometeorológicas más cercanas. El mapa resultante nuestra temperaturas que oscilan entre los 18.5°- C, 14 °C, 12.5 °C, 8 Y 6 °C, presentándose de manera general cinco unidades climáticas conformadas por 3 pisos biomáticos (andino, alto-andino y páramo sub -andino) y 3 regímenes de humedad (semiárido, semi-húmedo y húmedo) Como resultado de su posición geográfica, en el municipio de Funes se condensa un paisaje, “el de montaña”, a su vez dividido en tres paisajes característicos: 1. El de cañón del río Guáitara: con alturas que van desde los 1700 a los 3000 m s. n. m. 2. El páramo de alta montaña: con alturas comprendidas entre 3000 y 3500 m s. n. m. y 3. El pie de montaña andino: con alturas comprendidas entre 1000 y 3000 m s. n. m.

### Límites
El municipio de Funes se encuentra ubicado dentro de las coordenadas 0° 48′ y 1° 3′ de latitud norte; y los 77° 53′ y 77°,33’ de longitud oeste del meridiano de Greenwich, en la parte suroccidental de la República de Colombia; y más exactamente en la región sur oriental de la zona andina conocida como el nudo de los Pastos, el municipio cuenta con una extensión aproximada de 465 kilómetros. 
Al distrito de Funes asignase las tierras que quedan al sur de los ríos Verde y Guamués, hasta su confluencia con el río Las Juntas; de esta agua arriba hasta encontrar su nacimiento de este lugar hasta encontrar la cabecera del río San José, siguiendo por este hasta su desembocadura en el río Sucio; de este punto en línea recta hasta la cima de la cordillera frente al río Angasmayo, estos límites por ordenanza, de elevó a acuerdo municipal, solo hasta el mes de diciembre de 1977. 
Según los registros cartográficos elaborados por el Instituto Geográfico Agustín Codazzi (IGAC), en los cuales aparece como límite oriental del municipio el departamento de Putumayo. A pesar de que este tipo de documentos no definen límites ni jurisdicción, en términos reales, se ha creado en la memoria colectiva un nuevo proceso de consolidación limítrofe.

## Turismo
• Mirador Las Tres Cruces
• Camino Inca
• Ciudad Perdida 
• Mirador Capilla de San Francisco 
• Río Téllez